# Салагорник Андрій Володимирович
Андрій Володимирович Салагорник (позивний «Хрест»; нар. 8 лютого 1987, м. Тернопіль, Україна) — український лікар-стоматолог, заступник Начальника Медичної служби самооборони майдану, голова медичного загону спецпризначення «Білі берети».

## Життєпис
Андрій Володимирович Салагорник народився 8 лютого 1987 року в м. Тернополі. До 3-го класу навчався у 23-й школі, потім перейшов в українську гімназію імені І. Я. Франка. Закінчив стоматологічний факультет Тернопільський державний медичний університет імені І. Я. Горбачевського (2009).
Під час Революції гідності, у ніч на 11 грудня 2013 року, коли почався перший штурм, Андрій Салагорник вступив у волонтерську медичну службу, пізніше був заступником Начальника Медичної служби самооборони майдану.
Співзасновник медичного загону спецпризначення «Білі берети».
Отримав повістку під час трагічних подій під Дебальцевим. Після закінчення двомісячного терміну навчання в Житомирській області, Андрія залишили курсовим офіцером при військово-медичній академії. Був на навчанні на 10-денних курсах по навчанню інструкторів з тактичної медицини в Естонії, отримавши сертифікат тренера за стандартами НАТО. Під час шостої хвилі мобілізації, направлений у 59-й мобільний госпіталь у Луганську область, де був начальником стоматологічного кабінету, а також навчав військовиків тактичної медицини. 15 місяців відслужив у ЗСУ.
Після демобілізації відкрив власну приватну стоматологічну практику.

## Нагороди
- Орден «За спасіння життя» (16 березня 2016) — «за героїчні вчинки, дії, завдяки яким було врятовано життя людини».[4].
- Орден «За мужність» III ступеня (17 лютого 2017)[5]